# کانویت
کانویت (به لاتین: Kanowit) یک منطقهٔ مسکونی در مالزی است که در ساراواک واقع شده‌است.

## خصوصیات
کانویت  ۲۸٬۹۸۵ نفر جمعیت دارد.